# Inga Palla

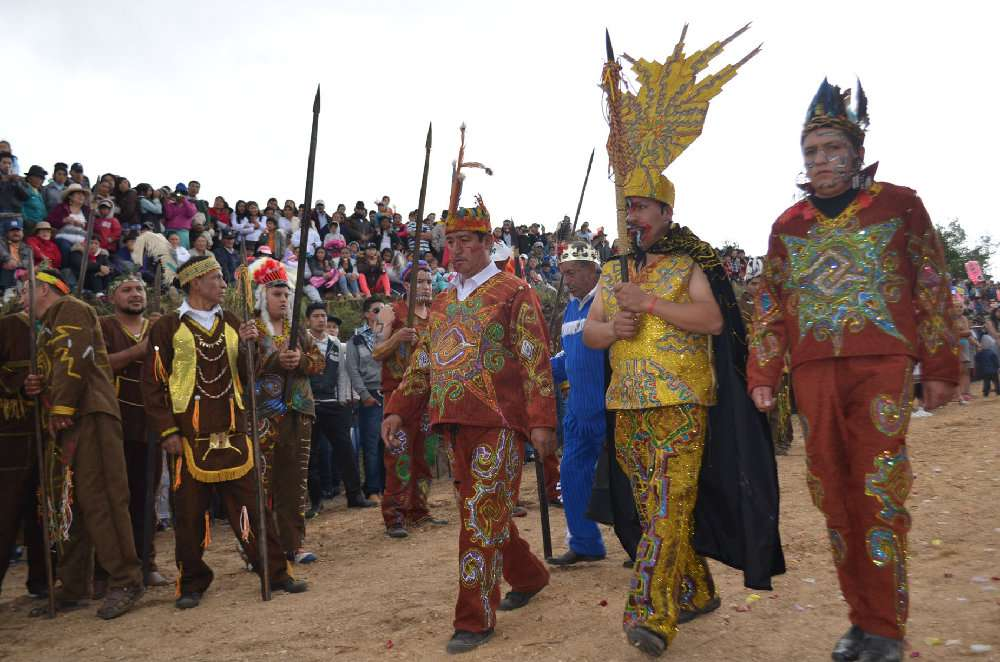
Representación Cultural

Inga Palla es una de las fiestas culturales más importantes que tiene el cantón Tisaleo, perteneciente a la provincia de Tungurahua,  es una ceremonia que interpretar la vida del pueblo en el turismo cultural.

## Historia
En el año 1534 se formó una batalla entre indígenas y españoles que pretendían la invasión del  territorio ecuatoriano. En el pueblo tisaleño se formó un grupo de guerreros  para defender el territorio indígena y siendo liderado por un Cacique (líder de los pueblos indígenas) que con fuerza de nuestros guerreros fueron derrotados, y hoy en la actualidad se dramatiza la batalla en la fiesta llamada Inga Palla ‘Inga’ significa inca/jefe guerrero y ‘Palla’ es princesa.

## Celebración
Estas fiestas se realizan en la segunda semana del mes de octubre  de  cada año, su tradición representa la celebración de la Virgen Santa Lucía. Con el nacimiento de los medios de comunicación, millones de personas en todo el mundo tienen la posibilidad de participar en las fiestas.
En la actualidad a través de los medios de comunicación (radio, prensa, televisión e internet), han sido los encargados de difundir a nivel nacional e internacional dando así un espacio a los turistas que buscan etnias, culturas, y las personas en general puedan conocer las distintas festividades y lugares turísticos que tiene ecuador. 
En este pequeño acto ceremonial siempre está presente la Virgen Santa Lucía, miles de personas participan por un encuentro espiritual.

## Religioso - Cultural
La fiesta religiosa-cultural de Tisaleo se realiza en honor a la Virgen Santa Lucía cuyas actividades son:
La iglesia católica prepara las novenas al inicio del mes de octubre.
- Sábado

Realizan la ‘Caminata de la Luz’, desde lugares aledaños hasta la iglesia del cantón.
- Domingo

Llegada de capitanes a la Ganada de la plaza en el centro cantonal.
Presentación de “bandas de martillo”.
- Lunes

Desarrollo de la dramatización de la batalla y el cacique.
En la noche realizan la misa de vísperas de la fiesta “Inga Palla”.
Juegos pirotécnicos y baile de pueblo.
- Martes

Efectúan la misa campal y procesión junto al retrato de la Virgen Santa Lucia, con el pueblo tisaleño.
Presentación de las obediencias de la tropa a los capitanes.
En la noche entradas de nuevos capitanes.
- Miércoles

Día del rancho – entrega de la tropa, esta actividad se realiza en la casa de cada capitán.

## Personajes principales
- Los priostes de catón Tisaleo.- Los priostes son encargados de organizar la celebración y su financiamiento de la misma.
- La Virgen Santa Lucia.-  La virgen más conocida como la patrona de los ciegos.

## Personajes secundarios
- Ángeles.- Significan la pureza y recitan a la virgen Santa Lucia.
- Sargentos.- Simbolizan el orden.
- Virgen del sol.- Son doncellas vírgenes  del reino del sol.